# Il Santo prende la mira
Il Santo prende la mira è un film del 1966 diretto da Christian-Jaque e interpretato da Jean Marais, nell'occasione affiancato da Raffaella Carrà.

## Trama
Oscar, abile truffatore e malvivente, prima di ritirarsi dalle sue attività illecite, decide di portare a segno un colpo milionario che possa garantire sia a lui sia a sua figlia Sophie un avvenire ricco e senza alcun problema economico. Ricevuti in custodia da un tale Slim alcuni documenti scottanti, Oscar decide di venderli contemporaneamente sia alle spie tedesche sia alle spie americane. Ricevuto un lauto compenso da entrambe le fazioni, Oscar e Sophie si danno alla fuga. Pedinati dagli uomini di Slim, i due chiedono l'intervento di Simon Templar, ladro e gentiluomo, soprannominato "Il Santo". Simon oltre ad occuparsi dell'incolumità di Sophie (che ben presto si innamorerà di lui) riesce a sgominare Slim ed i suoi aguzzini nonché i servizi segreti tedeschi ed americani, coalizzatisi nel tentativo di recuperare il loro denaro. Dopo aver prevaricato i suoi avversari Simon garantirà ad Oscar, e soprattutto alla giovane Sophie, un futuro tranquillo.

## L'incidente di Gil Delamare
Durante le riprese del film Gil Delamare, uno dei migliori stuntman francesi del periodo, famoso anche fra i ragazzini in quanto era stato co-protagonista di una storia del celebre fumetto di Michel Vaillant, volle ripetere una scena di acrobazia che a suo dire non era venuta alla perfezione ma rimase tragicamente ucciso.